# Jordrök
Jordrök (Fumaria officinalis) är en av de vanligare ettåriga växter som nästlar sig in i trädgårdsland, åkrar och även komposthögar (dock ovanligt).

## Beskrivning

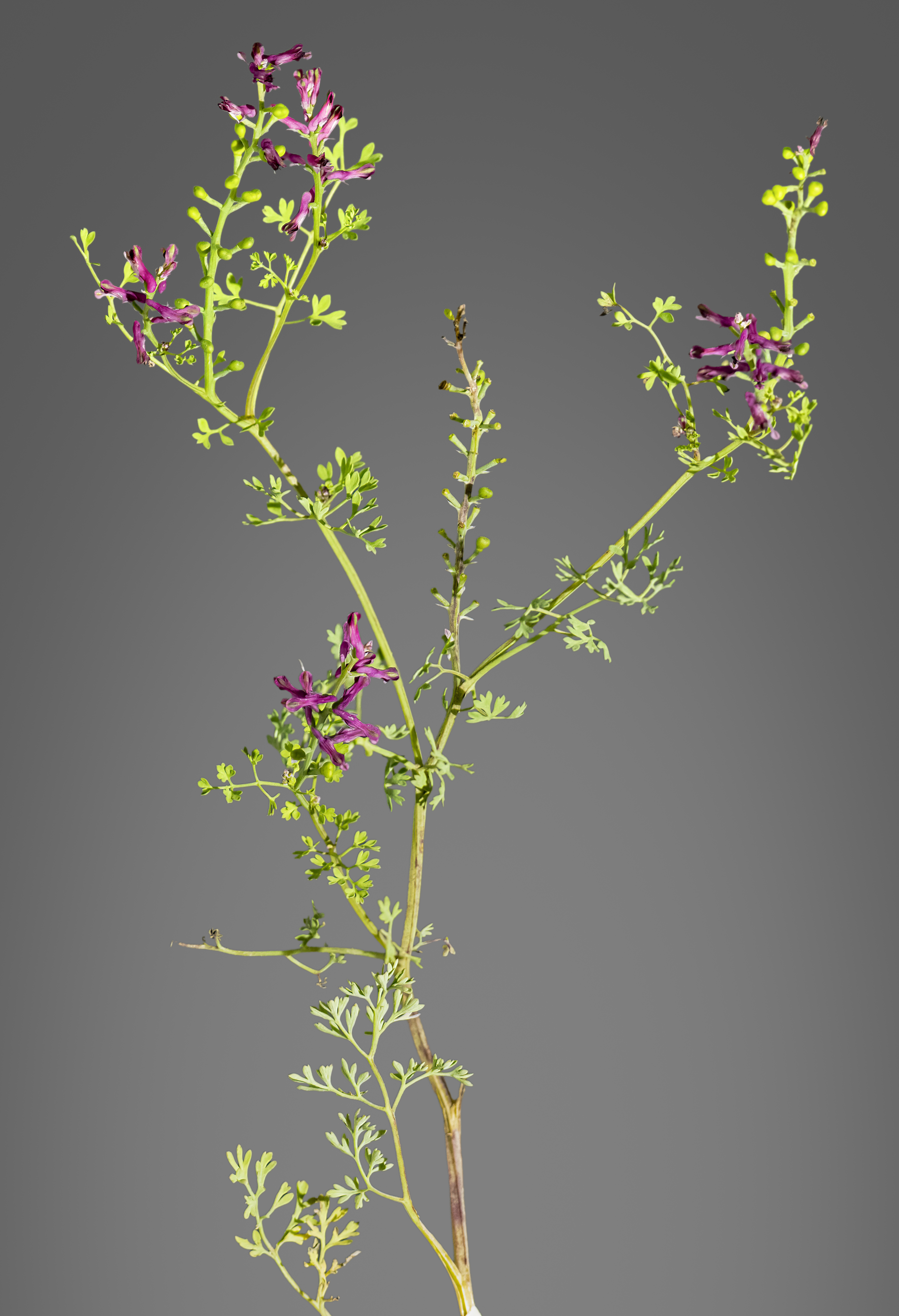
Växtvanor

Den är en sommargroende, blågrön (och något daggblå) och snabbväxande ört. Från en kort, svag pålrot stiger det slaka, saftiga och spröda örtståndet upp till några decimeters höjd. 
Stjälken har inte tillräcklig stadga för att hålla sig upprätt under belastningen av det utspärrade grenverket och de rikliga blomställningarna. Till sitt växtsätt är jordröken därför en liten lian, för den klättrar: den håller sig under sin tillväxt upprätt genom bladklängen, nämligen bladens och småbladens skaft. Dessa är retliga och slår små bukter kring de föremål, som de kommer i kontakt med, till exempel gräsblad och grässtrån, så att hela örtståndet bildar en hoptrasslad härva. Den rikliga blomningen med små prydliga, bjärt tvåfärgade blommor pågår hela sommaren och in på hösten.
Arten är spridd ända upp till Finnmarken i Norge, Lappland i Sverige och mellersta Finland. Ofta ses den blandad med en annan rikligt förekommande samart, blek jordrök, vars utseende skiljer sig genom mera blågrått örtstånd och mindre och blekare blomkrona.
Blomman liknar nunneörts, men har inte en lång sporre utan i dess ställe finns en kort honungspung. Frukten är en liten rundad nöt.
Den friska roten, sådan den drages upp ur jorden, har en vidrigt frän, kvävande lukt, ett förhållande, som rättfärdigar namnen "jordrök" och "fumaria" (fumus, rök). 
Vid början av 1800-talet var dess svenska namn Apteks-Fumar, med Jordrök, Åkerrök och Gallgräs som alternativnamn.

## Användning
Fumaria-arterna användes förr som medicinalväxter och ansågs något magstärkande och blodrenande, till exempel mot leversjukdomar och utslag. Om man tuggar den saftiga örten, smakar den först saltaktig, men sedan mycket besk (därav namnet "gallgräs").
Växten har en kramplösande verkan på sfinkter Oddi, en ventil som kan öppna och stänga av gallflödet till tolvfingertarmen. Jordrök innehåller även fumarinsyra som lindrar psoriasissymptom - något som väckt läkemedelsindustrins intresse för växten. 